# You Ching
You Ching (ur. 20 marca 1942) – tajwański polityk i prawnik.
Studiował w RFN, ukończył studia prawnicze na Uniwersytecie w Heidelbergu. W 1979 roku, po stłumionym przez władze wiecu opozycji (tzw. incydent Kaohsiung), był adwokatem Shih Ming-teha. W latach 1980–1986 zasiadał w Yuanie Kontrolnym, później związał się z nowo powstałą Demokratyczną Partią Postępową. W latach 1986–1989 był deputowanym do Yuanu Ustawodawczego, zaś w latach 1989-1997 szefem władz wykonawczych powiatu Tajpej.
W wyborach w 1998 roku bezskutecznie ubiegał się o ponowny mandat do Yuanu Ustawodawczego. W latach 2000–2001 pełnił funkcję doradcy prezydenta. W 2002 roku został wybrany deputowanym do Yuanu Ustawodawczego, w którym zasiadał do 2007 roku. W latach 2007–2008 był szefem tajwańskiego przedstawicielstwa w Niemczech. W 2010 roku ubiegał się o funkcję przewodniczącego DPP, przegrywając jednak z Tsai Ing-wen.